# Albert Stoutamire
Albert Lucian Stoutamire (Broadway (Virginia), 19 juni 1921 – Brevard, 15 september 2002) was een Amerikaans componist, muziekpedagoog en dirigent.

## Levensloop
Stoutamire studeerde aan de Virginia Commonwealth Universiteit in Richmond (Virginia), aan de Columbia University in New York en aan de Florida State University in Tallahassee. Daarna was hij meerdere jaren werkzaam als freelance componist. Aansluitend werkte hij als docent aan het LaGrange College in  LaGrange (Georgia) en aan de McNeese State University in Lake Charles, Louisiana. In 1965 was hij ook directeur van de harmonieorkesten aan de McNeese State University in Lake Charles, Louisiana.

## Composities

### Werken voor harmonieorkest
- Symphonic Sktetch
- The Minstrel Boy
- Vive La Paris
- When Johnny Comes Marching Home

### Kamermuziek
- Barn Dance, voor strijkers
- Classic Festival Solos, voor trombone (of tuba) en piano
- Solos for Festival and Fun, voor verschillende combinaties van instrumenten

### Pedagogische werken
- 1985 Quartets for All, voor verschillende combinaties van instrumenten
- 1985 Stringing Along, voor cello en contrabas
- 1985 Trios for All, voor tenorsaxofoon/baritonsaxofoon t.c.
- 1985 Trios for All, voor altviool
- Spotlight on Strings, voor alle strijkinstrumenten

## Publicaties
- Norman E. Smith & Albert Stoutamire: Band Music Notes - Composer Information and Program Notes for over 600 Band Favorites, Revised Edition, Neil A. Kjos Music Company, San Diego, CA, 1977, 1979, 1989 ISBN 0 8497 5401 1
- Albert Stoutamire: Music of the Old South: Colony to Confederacy, Fairleigh Dickinson University Press, 1972, 349 p., ISBN 0838679102
- Albert Stoutamire: Music of the South, Associated University Presses, Cranbury NJ, 1974
- Albert Stoutamire: Songs from the Williamsburg Theatre by John W. Molnar, in: Music Educators Journal, Vol. 60, No. 3 (Nov., 1973), p. 75+77
- Albert Stoutamire: Preventive Discipline: Ten Steps to Effective Classroom Control, in: Music Educators Journal, Vol. 62, No. 3 (Nov., 1975), pp. 89-91
- Doris Gazda & Albert Stoutamire: Spotlight on Strings (Technique and program music for string orchastra and individual instruction, Neil A. Kjos Music Company, 1997, ISBN 0849733413